# CMET
CMET (acrónimo de Complejo Manufacturero de Equipos Telefónicos), es un proveedor de servicios de telecomunicaciones chileno fundado en 1978. Su mercado se encuentra la Región de Valparaíso y Región del Biobío cubriendo una gran extensión de localidades rurales y grandes ciudades con redes propias de fibra óptica.

## Holding de empresas

### Telefonía
Se basa principalmente en tener precios accesibles para el consumidor final y llegar a localidades donde las operadoras más grandes no lo hacen, como áreas rurales con difícil acceso. Sus planes se dirigen a dos públicos objetivo: telefonía residencial y servicio telefónico para empresas.

### TV Cable
CMET TV Cable, su servicio de televisión por cable iniciado en 1995 en la Región de O'Higgins en la actualidad utiliza tecnología de codificación analógica en el servicio completo. Actualmente cubre localidades entre las regiones de Valparaíso, Metropolitana, O'Higgins, Maule y Bíobío. Cuenta con CMET Canal 58.

### Internet
Su servicio de Internet CMET.Net

### Carrier Larga Distancia 177
En el año 1994 inicia sus operaciones el Carrier 177, ofreciendo servicios de larga distancia internacional.

### Corporación Rabco
Es una empresa que ofrece servicios profesionales en el ámbito tecnológico.